# Giorgi Popchadze
Giorgi Popchadze (gruz. გიორგი ფოფხაძე, ur. 25 września 1986 w Tbilisi) – gruziński piłkarz występujący na pozycji obrońcy, reprezentant Gruzji w latach 2006–2013.

## Kariera
Popchadze jest wychowankiem Dinama Tbilisi. W 2006 roku zadebiutował w reprezentacji Gruzji. W latach 2006–2010 był zawodnikiem duńskiego Viborg FF. Od lutego do lipca 2011 roku grał w SK Zestaponi. Sezon 2011/12 spędził w austriackim SK Sturm Graz, skąd przeszedł do azerskiego Bakı FK. W sezonie 2013/14 był piłkarzem Jagiellonii Białystok, z którą 1 sierpnia 2013 roku podpisał dwuletni kontrakt z opcją przedłużenia o kolejny rok. W czerwcu 2014 Popchadze rozwiązał kontrakt w Jagiellonią za porozumieniem stron. W klubie z Podlasia występował z numerem 7 na koszulce.
Jesień 2014 roku Popchadze spędził w gruzińskim klubie Sioni Bolnisi, w którym wystąpił tylko w sześciu spotkaniach ligowych strzelając jednego gola. Natomiast po zakończonych fiaskiem rozmowach z białoruskim klubem Dynamo Mińsk pod koniec lutego 2015 roku związał się ponownie kontraktem z Jagiellonią, którą opuścił po rundzie letniej. Klub nie przedłużył z nim kontraktu. W klubie z Podlasia podczas swoich drugich występów miał numer 77 na koszulce.

## Sukcesy
SK Zestaponi
- mistrzostwo Gruzji: 2010/11